# Vespa bicolor
La Vespa bicolor è un imenottero simile al calabrone, ma senza strisce nere. Queste vespe sono diffuse in Asia.